# Arcidiocesi di Kampala

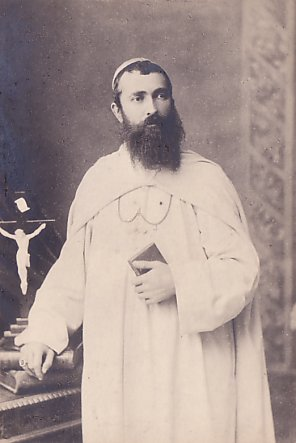
Léon Livinhac, primo vicario apostolico.

L'arcidiocesi di Kampala (in latino Archidioecesis Kampalaensis) è una sede metropolitana della Chiesa cattolica in Uganda. Nel 2021 contava 2.054.840 battezzati su 5.048.983 abitanti. È retta dall'arcivescovo Paul Ssemogerere.

## Territorio
L'arcidiocesi comprende i distretti di Kampala, Mpigi e Wakiso nella regione Centrale dell'Uganda.
Sede arcivescovile è la città di Kampala, dove si trova la cattedrale di Santa Maria. In diocesi sorgono anche l'ex cattedrale di San Pietro a Nsambya e due basiliche minori dedicate entrambe ai Santi Martiri Ugandesi, una a Namugongo e l'altra a Munyonyo.
Il territorio è suddiviso in 69 parrocchie, raggruppate in 4 vicariati e 12 decanati.

## Storia
Il pro-vicariato apostolico di Nyanza fu eretto il 27 settembre 1880 con il decreto Cum R.P.D. Karolus Lavigerie della Congregazione di Propaganda Fide, ricavandone il territorio dal vicariato apostolico dell'Africa centrale (oggi arcidiocesi di Khartoum).
Il 31 maggio 1883 fu elevato al rango di vicariato apostolico con il nome di vicariato apostolico di Victoria-Nyanza. Il vicario apostolico aveva la sua sede a Rubaga, oggi sobborgo di Kampala.
Il 13 luglio 1894, in forza del breve Ex hac beati di papa Leone XIII, cedette una porzione del suo territorio a vantaggio dell'erezione dei vicariati apostolici del Nilo superiore (oggi arcidiocesi di Tororo) e di Victoria-Nyanza meridionale (oggi arcidiocesi di Mwanza) e contestualmente cambiò nuovamente nome in vicariato apostolico di Victoria-Nyanza settentrionale.
Il 15 gennaio 1915 cambiò ancora nome in favore di vicariato apostolico dell'Uganda.
Il 27 giugno 1922, il 28 maggio 1934 e il 25 maggio 1939 cedette porzioni del suo territorio a vantaggio dell'erezione rispettivamente della prefettura apostolica del Lago Alberto (oggi diocesi di Bunia) e dei vicariati apostolici del Ruwenzori (oggi arcidiocesi di Mbarara) e di Masaka (oggi diocesi).
Il 25 marzo 1953 in virtù della bolla Quemadmodum ad Nos di papa Pio XII il vicariato apostolico fu elevato al rango di arcidiocesi metropolitana con il nome di arcidiocesi di Rubaga.
Il 9 agosto 1965 cedette una porzione di territorio a vantaggio dell'erezione della diocesi di Hoima.
Il 5 agosto 1966 l'arcidiocesi di Rubaga si ampliò con porzioni di territorio già appartenute alla diocesi di Kampala (la cui sede vescovile fu traslata a Jinja), e contestualmente assunse il nome attuale.
Il 17 luglio 1981 e il 30 novembre 1996 ha ceduto altre porzioni di territorio a vantaggio dell'erezione rispettivamente della diocesi di Kiyinda-Mityana, e delle diocesi di Kasana-Luweero e di Lugazi.

## Cronotassi dei vescovi
Si omettono i periodi di sede vacante non superiori ai 2 anni o non storicamente accertati.
- Léon-Antoine-Augustin-Siméon Livinhac, M.Afr. † (15 giugno 1883 - 4 dicembre 1889 dimesso[7])
- Jean-Joseph Hirth, M.Afr. † (4 dicembre 1889 - 13 luglio 1894 nominato vicario apostolico di Victoria-Nyanza Meridionale)
- Antonin Guillermain, M.Afr. † (22 gennaio 1895 - 14 luglio 1896 deceduto)
- Henri Streicher, M.Afr. † (1º febbraio 1897 - 2 giugno 1933 dimesso)
- Joseph Georges Edouard Michaud, M.Afr. † (2 giugno 1933 succeduto - 18 giugno 1945 deceduto)
- Louis Joseph Cabana, M.Afr. † (9 gennaio 1947 - 20 dicembre 1960 dimesso[8])
- Joseph Nakabaale Kiwánuka, M.Afr. † (20 dicembre 1960 - 22 febbraio 1966 deceduto)
- Emmanuel Kiwanuka Nsubuga † (5 agosto 1966 - 8 febbraio 1990 ritirato)
- Emmanuel Wamala (8 febbraio 1990 succeduto - 19 agosto 2006 ritirato)
- Cyprian Kizito Lwanga † (19 agosto 2006 - 3 aprile 2021 deceduto)
- Paul Ssemogerere, dal 9 dicembre 2021[9]

## Statistiche
L'arcidiocesi nel 2021 su una popolazione di 5.048.983 persone contava 2.054.840 battezzati, corrispondenti al 40,7% del totale.
| anno | popolazione | popolazione | popolazione | presbiteri | presbiteri | presbiteri | presbiteri                | diaconi | religiosi | religiosi | parrocchie |
| anno | battezzati  | totale      | %           | numero     | secolari   | regolari   | battezzati per presbitero | diaconi | uomini    | donne     | parrocchie |
| ---- | ----------- | ----------- | ----------- | ---------- | ---------- | ---------- | ------------------------- | ------- | --------- | --------- | ---------- |
| 1950 | 207.852     | 442.130     | 47,0        | 102        | 27         | 75         | 2.037                     |         | 72        | 255       | 25         |
| 1969 | 550.000     | ?           | ?           | 300        | 200        | 100        | 1.833                     |         | 191       | 542       | 53         |
| 1980 | 879.000     | 2.730.000   | 32,2        | 215        | 129        | 86         | 4.088                     |         | 161       | 600       | 63         |
| 1990 | 923.201     | 1.811.441   | 51,0        | 246        | 176        | 70         | 3.752                     |         | 200       | 659       | 57         |
| 1999 | 1.037.061   | 2.067.400   | 50,2        | 266        | 210        | 56         | 3.898                     |         | 224       | 571       | 42         |
| 2000 | 1.046.716   | 2.077.716   | 50,4        | 282        | 225        | 57         | 3.711                     |         | 239       | 672       | 43         |
| 2001 | 1.056.371   | 2.353.991   | 44,9        | 276        | 230        | 46         | 3.827                     |         | 230       | 495       | 47         |
| 2002 | 1.153.367   | 2.412.843   | 47,8        | 250        | 211        | 39         | 4.613                     |         | 221       | 525       | 45         |
| 2003 | 1.162.977   | 2.548.191   | 45,6        | 271        | 230        | 41         | 4.291                     |         | 300       | 588       | 44         |
| 2004 | 1.198.206   | 3.274.486   | 36,6        | 293        | 244        | 49         | 4.089                     |         | 361       | 620       | 44         |
| 2006 | 1.461.217   | 3.487.392   | 41,9        | 266        | 203        | 63         | 5.493                     |         | 261       | 543       | 45         |
| 2007 | 1.505.053   | 3.592.015   | 41,9        | 282        | 219        | 63         | 5.337                     | 11      | 264       | 554       | 47         |
| 2011 | 1.601.430   | 3.920.252   | 40,9        | 299        | 240        | 59         | 5.355                     |         | 291       | 625       | 54         |
| 2013 | 1.660.500   | 3.950.800   | 42,0        | 321        | 259        | 62         | 5.172                     |         | 279       | 627       | 54         |
| 2016 | 1.740.000   | 4.242.000   | 41,0        | 360        | 288        | 72         | 4.833                     |         | 285       | 666       | 63         |
| 2019 | 1.952.331   | 4.757.721   | 41,0        | 336        | 278        | 58         | 5.810                     |         | 404       | 801       | 66         |
| 2021 | 2.054.840   | 5.048.983   | 40,7        | 359        | 296        | 63         | 5.723                     |         | 203       | 765       | 69         |